# کتاب زنبور
کتاب زنبور (سریانی: ܟܬܒܐ ܕܕܒܘܪܝܬܐ) کتابی دینی به زبان سریانی است که توسط شلومن اخلاطی نوشته شده‌است. این کتاب که حدوداً در ۱۲۲۲ میلادی به پایان رسیده، حاوی افسانه‌هایی مربوط به شخصیت‌های کتاب مقدس است. شلومن اخلاطی اسقف کلیسای مشرق در بصره بود.